# Phylloscopus griseolus
Phylloscopus griseolus là một loài chim trong họ Phylloscopidae.